# Matteo Strikker
Matteo Miles Strikker (Amberes, Bélgica, 25 de septiembre de 2001), es un jugador de baloncesto belga. Su estatura oficial es de 2.03 metros y juega principalmente en la posición de alero. Actualmente pertenece al Cáceres Patrimonio de la Humanidad, club participante en la Segunda FEB española.

## Trayectoria
Se inició en las categorías inferiores del Gembo Borgerhout y del Antwerp Giants, clubes de su país natal. En 2015 viaja a España e ingresa en la Canarias Basketball Academy, donde permanece 4 temporadas. En 2020 se traslada a Estados Unidos, donde pasó dos años en la escuela St. Patrick y uno en la Escuela Preparatoria Olympus, en el estado de New Jersey.
Regresó a España en 2022 para incorporarse al City of Badajoz Academy en Liga EBA, promediando 13 puntos y 9.7 rebotes en la temporada 2022/23.
Comenzó la temporada 2023/24 en las filas del CD Huelva Comercio, de LEB Plata, pero tras disputar únicamente siete partidos con escaso protagonismo regresó al City of Badajoz Academy en el mes de noviembre. Allí jugó otros siete partidos en los que acreditó 18,9 puntos y 9,1 rebotes, recalando finalmente en el CB L'Horta Godella, de LEB Plata, donde finaliza la temporada igualmente con poca participación en el juego.
En la temporada 2024/25 ficha por el UB La Salud Archena donde se produce su eclosión, completando la campaña con medias de 9.8 puntos y 4.3 rebotes en algo más de 25 minutos por encuentro.
En julio de 2025 firma con el Cáceres Patrimonio de la Humanidad, de Segunda FEB, para disputar la temporada 2025/26.